# Frank Maxwell Andrews

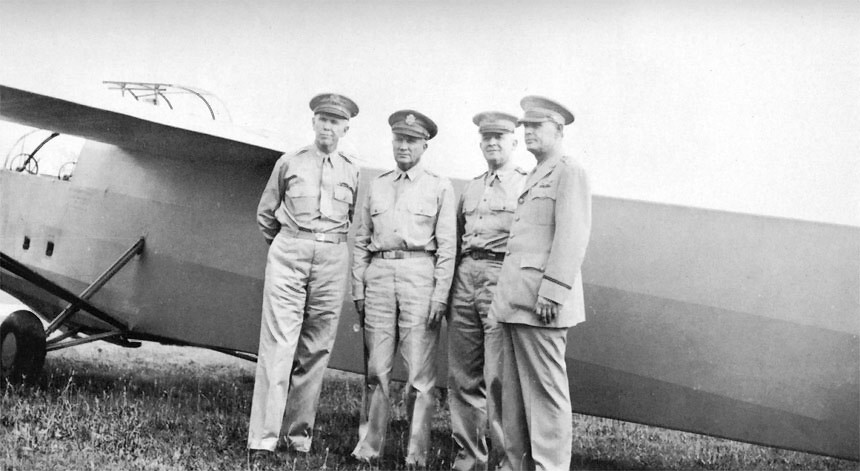
Andrews tvåa från vänster. Övriga från vänster är generalerna George C. Marshall, Henry H. Arnold och Oliver P. Echols.

Frank Maxwell Andrews, född 3 februari 1884 i Nashville, död 3 maj 1943 i Fagradalsfjall, var general i USA:s armé och räknas som en av grundarna av USA:s flygvapen.
Basen Andrews Air Force Base är namngiven efter honom.